# Lampion

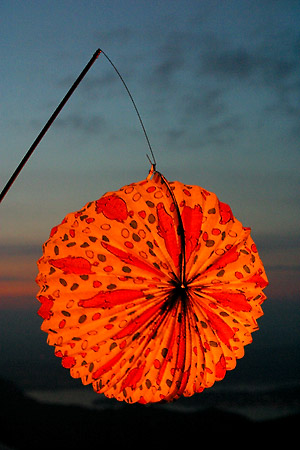
Lampion

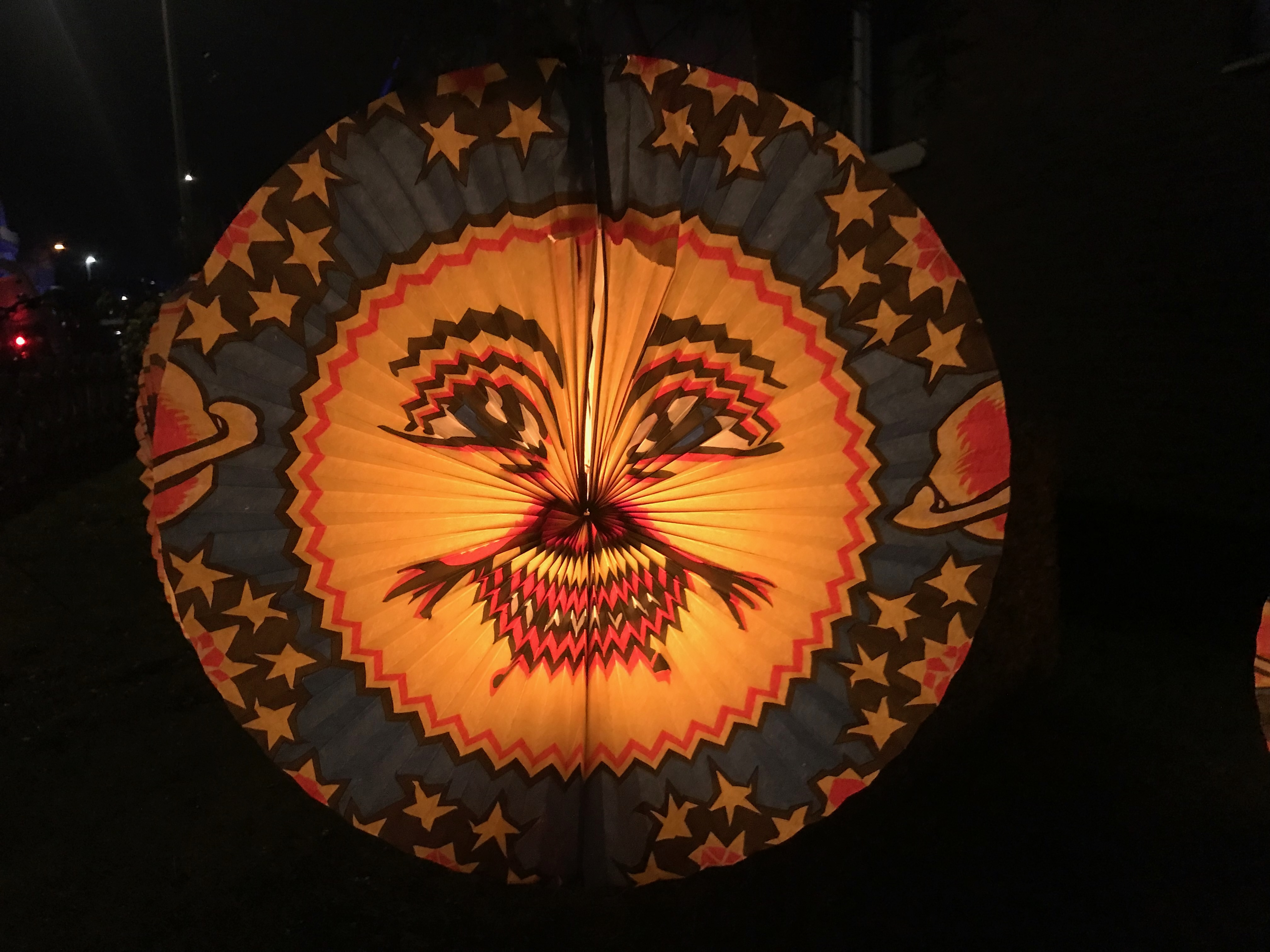
Lampion an Martinslaterne, wie sie bei Martinsumzügen und beim Martinssingen verwendet werden

Ein Lampion (Pl.: Lampions) ist eine erstmals in China gefertigte Papierlaterne zur Aufnahme einer künstlichen Lichtquelle.
Das gedämpfte, farbige Licht und die meist phantasievollen Formen machen den Reiz von Lampions aus. Lampions werden gern bei Festlichkeiten außer Haus, zum Beispiel bei Gartenfesten, verwendet und sollen dann eine stimmungsvolle Atmosphäre verbreiten. Die wetterfeste Variante kann das ganze Jahr über im Garten verbleiben und dient dort als Garten bzw. Dekorationsbeleuchtung. Außerdem werden sie an dunklen Sommerabenden und bevorzugt während der dunklen Jahreszeit im Zusammenhang mit Umzügen, an denen sich hauptsächlich Kinder beteiligen (z. B. Martinsumzüge und Martinssingen am und um den Martinstag), als stimmungserzeugende Leuchtkörper durch die Gegend getragen. Hierfür wird auch die Bezeichnung „Laterne“ benutzt.
Außerdem werden Lampions gerne als Lichtquelle für Filme eingesetzt, da ihr komplett diffuses Licht vom Zuschauer als Grundhelligkeit wahrgenommen wird und die Position der Lichtquelle nicht wahrgenommen werden kann.

## Geschichte
Erfinder des ersten Lampions war der chinesische Politiker und Stratege Zhuge Liang (chinesisch 諸葛亮 / 诸葛亮, IPA (hochchinesisch) [d̥ʐ̥u5 ɡ̊ɤ214 li̯ɑŋ51], * 181; † 234), Rufname Kungming (chinesisch 孔明 Kǒngmíng), zur Zeit der drei Reiche in China. Bei einer seiner Militäroperationen befand er sich in einer misslichen Lage. Er war von Feinden umringt und eingeschlossen und sah keine Möglichkeit, seinen Verbündeten seine genaue Lage mitzuteilen, bis er auf die Idee kam, aus Bambusstangen und dünnem Papier Lampions zu bauen.
Der statische Auftrieb wird über eine eigene Feuerquelle erzeugt. Diese erwärmt die Luft im Lampion, wodurch sein Gesamtgewicht geringer wird als das Gewicht der verdrängten Luft. In diesem ersten Lampion bestand die Feuerquelle aus in Petroleum getränktem Stoff, der angezündet wurde. Die Luft erwärmte sich und dehnte sich aus, sodass sie aufsteigen und weite Distanzen zurücklegen konnten. Als der Stoff verbrannt war, sanken sie auf den Boden zurück. Zhuge Liang schrieb seinen genauen Standort auf die Lampions und hoffte darauf, dass diese ihr Ziel erreichten. Er nahm das seit Jahrtausenden bekannte Orakelbuch I Ging zu Hilfe, um den Moment einer für ihn günstigen Windrichtung zum Start der Lampions zu bestimmen. Die Lampions schafften es, und er wurde gerettet. Seitdem gilt er als Held in China und ging mit seinem Spitznamen „Kongming“ (der offene und helle Lampion) in die Geschichte ein. Auch heute noch wird nach diesem Prinzip der Heißluftballon betrieben.
In der alten Tradition in China dienen Lampions am Haus abgesehen von der dekorativen Funktion auch der Übermittlung von Nachrichten. Sie informieren über Geburt, Tod, gesellschaftliche Stellung und bevorstehende Gefahren. Im alten China zeugt der Ort und die Größe des Lampions von der gesellschaftlichen Stellung. Rote Lampions beschreiben fröhliche Ereignisse, blau beschreibt abnehmende Energie und weiß bedeutet Tod. Hängt also ein weißer Lampion vor einem Haus, ist anzunehmen, dass hier jemand gestorben ist. Ein blauer Lampion könnte von Krankheit berichten und ein roter eventuell von einer Hochzeit oder Geburt. Während der Kulturrevolution in den Jahren 1966–1976 waren Lampions verboten.
Früher gab es in Europa eine nennenswerte Fabrikation von Lampions. Die Fabrikanten und Händler werden Lampisten genannt, die Fabrikation heißt Lampisterie.

## Aufbau
Die ersten Lampions bestanden aus Bambusstangen und dünnem Papier. Oben waren sie geschlossen und unten offen. Auf einer kleinen Konstruktion war ein in Petroleum getränktes Stück Stoff befestigt, welches angezündet wurde. Heute bestehen sie meist aus einem Gerüst aus dünnem Metall und sind mit Papier umkleidet. Die Beleuchtung besteht aus einer Kerze oder einer batteriebetriebenen Leuchte.